# Moa Högdahl
Moa Högdahl (født 14. Marts 1996 i Trondheim, Norge) er en norsk håndboldspiller, der spiller for Nykøbing Falster Håndboldklub og Norges kvindehåndboldlandshold.

## Karriere
Som ungdomsspiller spillede Högdahl på Norges ungdomslandshold ved U17-EM i 2013, hvor Norge endte på en 6. plads, og ved U20-VM i 2016, hvor Norge endte på en femteplads.
Som seniorspiller var hun med til at vinde VM guld med Norge ved verdensmesterskabet i 2021.
Hun har spillet for Strindheim IL og Byåsen HE, inden hun i 2018 skiftede til Danmark for at tørne ud for Viborg HK. I Viborg vandt hun DM bronze i 2018 og 2020 inden hun i 2021 vand sølv. Med Viborg HK vandt hun også i 2022 sølv i EHF European League.
I sommeren 2023 skiftede hun til Nykøbing Falster Håndboldklub.

## Familie
Hun er datter af den tidligere verdens bedste og den assisterende landstræner for det norske kvindelandshold, Mia Hermansson-Högdahl. Hendes far Arne Högdahl er tidligere cheftræner i Byåsen HE.
Hun er gift med den professionelle håndboldspiller Simen Schønningsen.